# عایشه قذافی
عایشه قذافی (۱۹۷۶ در طرابلس) تنها دختر معمر قذافی رهبر سابق لیبی از همسر دوم وی است. او در سال ۱۹۷۶ میلادی به دنیا آمد و نام او از روی نام مادربزرگ پدریش انتخاب شد. او از دانشگاه الفاتح لیبی در رشته حقوق با درجه فوق‌لیسانس فارغ‌التحصیل شد. پس از آن به دانشگاه سوربون فرانسه رفت تا دکترای حقوق بگیرد. پس از مدتی در اشاره به جنگ ایالات متحده با عراق، گفت آموختن علمی (حقوق) که وجود ندارد کاری بیهوده است. او پس از مدتی از دانشگاه المرقب لیبی دکترای حقوق گرفت. در سال ۲۰۰۹ زندگی‌نامه خود را به نام عایشه معمر قذافی: ملکه صلح (به عربی: عائشة معمر القذافي: أميرة السلام) در سوئیس منتشر کرد.
او درجه‌دار نظامی و مذاکره‌گر و میانجی سیاسی در دوران حکومت معمر قذافی، سفیر حسن نیت سابق سازمان ملل و وکیل دادگستری لیبیایی است که در ترکیب وکلای صدام حسین نیز حضور داشت.